# Седемте природни чудеса
Седемте природни чудеса е списък, съдържащ 7-те най-впечатляващи природни чудеса в света.

## Седемте избрани природни чудеса
1. Гранд Каньон – каньон в Аризона, САЩ. Дълъг е 446 km, широк от 6,4 до 29 km и дълбок 1,83 km.
2. Големият бариерен риф – коралов риф в Австралия.
3. Пристанището на Рио де Жанейро
4. Еверест – най-високият връх в света, издигащ се на 8848 метра на границата на Непал с Китай.
5. Полярното сияние – оптичен феномен, наблюдаван в небето над полярните райони на Земята.
6. Парикутин – вулкан в Мексико.
7. Виктория – най-големият водопад в света. Намира се на границата на Замбия със Зимбабве.

## Галерия
- Гранд Каньон
- Големият бариерен риф
- Връх Еверест
- Полярното сияние
- Вулкан Парикутин
- Водопадът Виктория